# Сидибе, Алассан
Аласса́н Сидибе́ (фр. Allassane Sidibe; род. 9 июня, 2002, Абиджан, Кот-Д'Ивуар) — ивуарийский футболист, полузащитник клуба «Арка».

## Карьера

### «Аталанта»
Играл в командах «Аталанты» до 17 и 19 лет. Выступал в молодёжных первенствах Италии и Юношеской Лиге Чемпионов. Дебютировал в составе основной команды в Серии А 22 января 2022 года в матче с «Лацио», заменив Маттео Пессину на 85-й минуте.